# Goniodoris punctata
Goniodoris punctata Bergh, 1905 è un mollusco nudibranchio della famiglia Goniodorididae.
L'epiteto specifico deriva dal latino punctatum, cioè punteggiato, per l'aspetto del mantello.